# Metodo approssimato per il calcolo delle travi in calcestruzzo armato

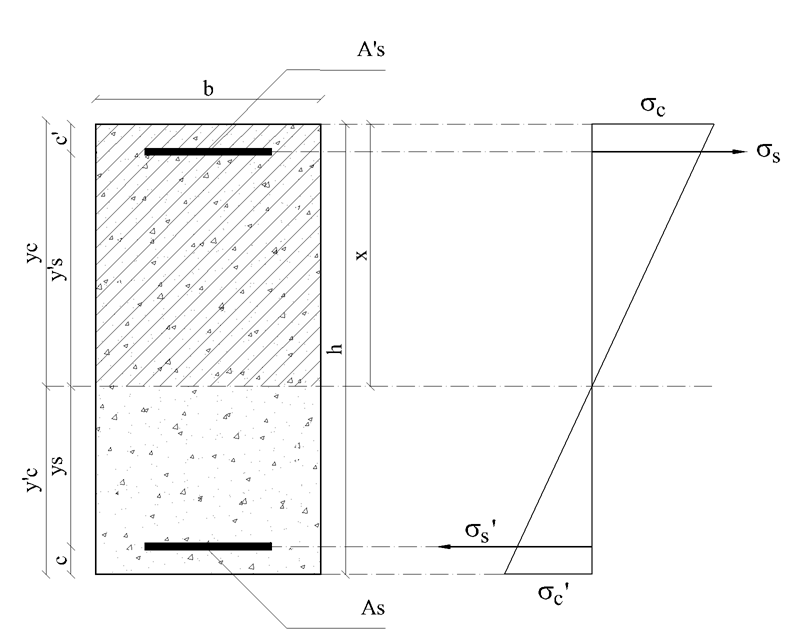
Schema grafico della sezione interamente reagente

Per metodo approssimato per il calcolo delle travi in calcestruzzo armato si intende quel modello matematico con cui si semplifica il calcolo di una sezione in calcestruzzo armato (detto anche "cemento armato"), sottoposta ad una sollecitazione flessionale. 
Tale modalità è anche definita con la terminologia di formula da cantiere, questo per indicarne la semplicità e la facilità d'uso anche in una sede, come il cantiere appunto, in cui non si è soliti svolgere attività progettuale, bensì di realizzazione di un'opera.

## Ipotesi esemplificative
Occorre ipotizzare che:
- Si trascura la presenza dell'armatura in compressione {\displaystyle A'_{s}}
- Rapporto tra asse neutro e altezza utile di sezione: {\displaystyle x=0,3d}
- Braccio della coppia interna vale {\displaystyle z=0,9d}

## Valori delle sollecitazioni
Si definiscono:
- {\displaystyle M_{c}}: Momento lato calcestruzzo, ovvero il momento flettente fornito dalla compressione nel conglomerato, ottenuto calcolando il momento della coppia interna con polo nel baricentro dell'armatura tesa

{\displaystyle M_{c}=C\cdot z=C\cdot 0,9d={\frac {1}{2}}\sigma _{c}bx\cdot 0,9d={\frac {1}{2}}\sigma _{c}b\cdot 0,3d\cdot 0,9d=0,135\cdot \sigma _{c}bd^{2}}
- {\displaystyle M_{s}}: Momento lato acciaio, ovvero il momento flettente fornito dalla trazione nell'acciaio, ottenuto calcolando il momento della coppia interna con riferimento al baricentro della compressione

{\displaystyle M_{s}=T\cdot z=\sigma _{s}A_{s}\cdot 0,9d}
Sostituendo al posto delle generiche tensioni i valori ammissibili si ottengono:
- {\displaystyle M_{Rc}}: Momento resistente lato calcestruzzo {\displaystyle M_{Rc}=0,135\cdot {\bar {\sigma }}_{c}bd^{2}};
- {\displaystyle M_{Rs}}: Momento resistente lato acciaio {\displaystyle M_{Rs}=T\cdot z={\bar {\sigma }}_{s}A_{s}\cdot 0,9d};
- {\displaystyle M_{R}}: Momento resistente della sezione {\displaystyle M_{R}=min{\begin{cases}M_{Rc}\\M_{Rs}\end{cases}}}

## Dimensionamento della sezione
Stabilito il valore del momento massimo agente sulla trave {\displaystyle M_{max}}, deve essere verificata la relazione {\displaystyle M_{max}\leq M_{Rc}}, da cui si ottiene il valore minimo di altezza utile 
{\displaystyle d^{2}={\frac {M_{max}}{0,135\cdot {\bar {\sigma }}_{c}b}}\Rightarrow d={\sqrt {\frac {M_{max}}{0,135\cdot {\bar {\sigma }}_{c}b}}}}

## Dimensionamento dell'armatura
Fissato d, altezza utile, si stabilisce l'area dell'acciaio 
{\displaystyle M_{Rs}={\bar {\sigma }}_{s}A_{s}\cdot 0,9d\Rightarrow A_{s}={\frac {M_{Rs}}{{\bar {\sigma }}_{s}\cdot 0,9d}}}

## Determinazione delle tensioni
Fissata {\displaystyle A_{s}}, area dell'armatura di progetto, si stabilisce la tensione dell'acciaio 
{\displaystyle \sigma _{s}={\frac {M_{Rs}}{A_{s}\cdot 0,9d}}}